# جايسون غافين
جايسون غافين (بالإنجليزية: Jason Gavin)‏ (14 مارس 1980 بدبلن في جمهورية أيرلندا - ) هو لاعب كرة قدم أيرلندي في مركز الدفاع. شارك مع منتخب جمهورية أيرلندا تحت 17 سنة لكرة القدم ومنتخب جمهورية أيرلندا تحت 21 سنة لكرة القدم. أما مع النوادي، فقد لعب مع باتريك أتلتيك وبرادفورد سيتي ودرودا يونايتد وغريمسبي تاون ونادي شامروك روفرز ونادي ميدلزبره ونادي هارتلبول يونايتد وهدرسفيلد تاون وStirling Macedonia FC ‏.

## وصلات خارجية
- جايسون غافين على موقع الاتحاد الدولي (مؤرشف)  (الإنجليزية)
- جايسون غافين على موقع قاعدة بيانات كرة القدم.إي يو (الإنجليزية)
- جايسون غافين على موقع Soccerbase.com (لاعب) (الإنجليزية)
- جايسون غافين على موقع Soccerway.com (الإنجليزية)
- جايسون غافين على موقع عالم كرة القدم.نت (الإنجليزية)